# HOME MADE CHU!?
『HOME MADE CHU!?』（ホーム・メイド・チュウ）は、日本のダンスボーカルユニット・M!LKの通算4枚目となるアルバム。
2020年9月30日にSDRから発売された。

## 収録曲

### CD
1. HOME [4:33]
作詞・作曲・編曲：渡辺拓也
テレビドラマ「働かざる者たち」主題歌
2. Banzai [0:33]
作詞・作曲・編曲：園田健太郎
3. HEADBANG! [0:37]
作詞・作曲・編曲：園田健太郎
4. Amore〜僕は君に愛を叫ぶ〜 [4:07]
作詞・作曲・編曲：犬太郎
5. サラブレッド御曹司CITYBOY〜ボンボン祭りver〜 [4:48]
作詞・作曲・編曲：corin.
6. SDR [3:41]
作詞・作曲・編曲：corin.
7. 風が吹く/S.O.S！〜sound of smile〜 [4:26]
作詞・作曲：yui　編曲：村山☆潤

### DVD
※初回限定盤のみ
1. 『HOME』MUSIC VIDEO
2. 『HOME MADE CHU!?』制作メイキング
3. 『Amore〜僕は君に愛を叫ぶ〜』Director of Jyutaro Yamanaka
4. 『SDR』Director of Daichi Shiozaki
5. 『Amore〜僕は君に愛を叫ぶ〜』と『SDR』のメイキング映像

### Blu-ray
※FC限定盤のみ
1. 『HOME』MUSIC VIDEO
2. 『HOME MADE CHU!?』制作メイキング
3. メンバーインタビュー
4. メッセージカード制作映像